# Genova Film Festival
Il Genova Film Festival è una manifestazione cinematografica ligure nata nel 1998, organizzata dall'Associazione Culturale Daunbailò e diretta da  Cristiano Palozzi.

## Storia
Viene costituito da due sezioni competitive, dedicate a corto, mediometraggi e documentari: Concorso Nazionale e Obiettivo Liguria,  quest'ultimo riservato ai soli autori nati o residenti nel territorio.
Il Genova Film Festival è membro dell'Associazione festival italiani di cinema, del Direttivo del centro Nazionale di Cortometraggio coordinato dall'AIACE e Museo Nazionale del Cinema di Torino e collaboratore del Nastro d'argento per la candidatura dei cortometraggi. Tra gli eventi organizzati con cadenza annuale dal Genova Film Festival si citano X_Science: Cinema tra Scienza e Fantascienza e Fidra, il Festival Internazionale del Reportage Ambientale di Arenzano.